# 唐浩明
唐 浩明（とう こうめい、タン・ハオミン、1946年10月 - ）は、中華人民共和国の小説家。別名は鄧雲生。代表作に『曽国藩』、『楊度』、『張之洞』など。

## 経歴
- 1946年、中華民国湖南省衡陽市に生まれる。父の唐振楚は中国国民党中央委員、総統府副秘書長、中国国民党中央委員会副秘書長、考選部部長、台湾聯合国労工局局長。母の王徳蕙は中国国民党湖南省党部委員[1]。
- 1965年、衡陽市二中卒業後、華東水利学院に入学。卒業後、江西水電部門工作。
- 1972年末、衡陽に帰り、衡陽地区水電局工作。
- 1979年、華中師範学院（現在の華中師範大学）研究生院し入学、古典文学碩士課程修了した後、そのまま岳麓書社で編輯についた。
- 1993年、中華人民共和国国務院特殊手当を受け取る。
- 2004年9月、湖南省作家協会主席当選、2011年連任[2]。
- 現職は全国政協委員、湖南省政協常委、中国作協全国委員会委員、湖南省文聯副主席、湖南省版協副主席、湘潭大学中文系兼職教授、湖南省文史工作研究会副会長、湖南省作家協会主席、中南出版伝媒集団公司董事、岳麓書社首席編輯。

## 家族
- 父親：唐振楚
- 母親：王徳蕙
- 兄：唐翼明（魏晋文化史専家、書法家、武漢大学中文系碩士、米国コロンビア大学哲学博士。台湾国立政治大学中文系の教授。江漢大学の講座教授。華中師範大学国学院院長、長江書法研究院院長）

## 著書
- 『曽国藩』
- 『楊度』
- 『張之洞』
- 『唐浩明点評曽国藩家書』
- 『従湘軍士兵到共和国元帥』